# Belle-Beille
Belle-Beille est un quartier angevin créé dans les années 1950. Il compte environ 13 500 habitants dans les années 2000.
Sur la partie ouest du quartier se trouve le campus de Belle-Beille où se trouve notamment les Unités de formation et de recherche (UFR) de lettres, sciences humaines, géographie et science de l'université d'Angers, l'Institut universitaire de technologie d'Angers-Cholet, l'Institut national d'horticulture, le pôle social, l'École supérieure des sciences commerciales d'Angers (ESSCA), l'École supérieure des Pays de Loire (ESPL), l'Ecole d'Ingénieurs en Agro-Développement International (ISTOM) ainsi que l'espace d'exposition «Galerie 5» et la bibliothèque universitaire de Belle-Beille. Plusieurs résidences universitaires et la présence de logements sociaux adaptés aux étudiants en font un quartier jeune où la moitié de sa population a moins de 25 ans.
Les habitants sont nommés les Belle-beillois et les Belle-beilloises.

## Chronologie
- 1954-1960 : construction du quartier en trois phases: Belle-Beille I, II et La Ballue sur 100 ha au total dans un contexte de crise du logement. 1302 logements essentiellement HLM sont présents dans le quartier en 1970[1]. Des malfaçons dans la construction sont relevées rapidement.
- 1962-1976 : construction du campus de Belle-Beille.
- 2004 : les opérations "Hamon tourne la page" débutent, avenue Patton. Il s'agit de démolir les tours HLM Hamon vétustes et de les remplacer par des habitations neuves. Plus de 300 logements sont concernés[2].
- 2017 : La construction de la deuxième ligne du tramway d'Angers prévu pour l'horizon 2023, passera par l'avenue du Général Patton avant de desservir le campus[3].

## Espaces verts

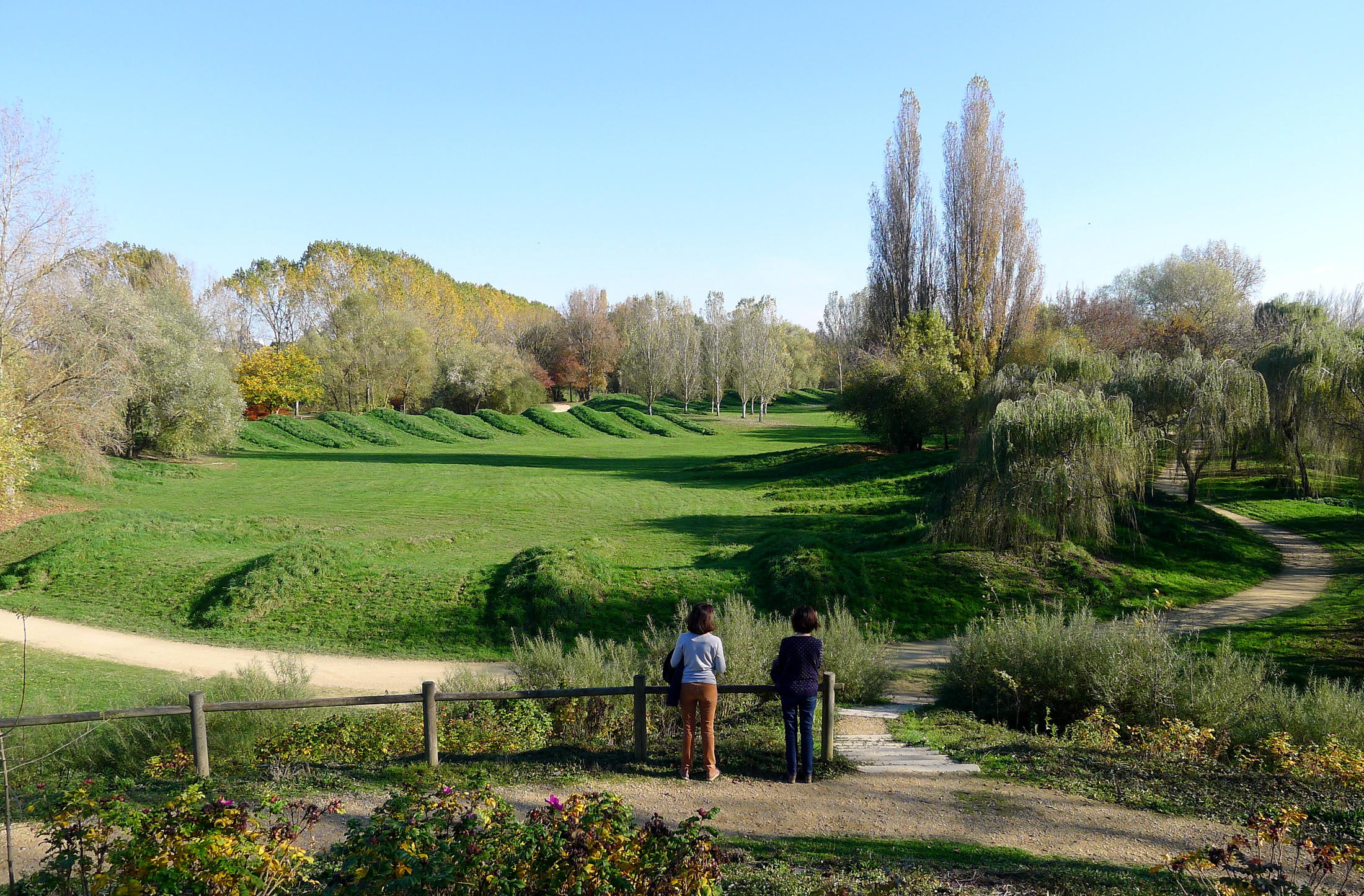
Le parc de Balzac avec le Brionneau.

Le quartier est situé aux abords de l'étang Saint-Nicolas, espace boisé semi-naturel de 112 hectares qui sépare Belle-Beille de la commune d'Avrillé au nord.
Au sud se trouve le Parc de Balzac souvent inondé en hiver, il permet de rejoindre le Lac de Maine.

## Habitat

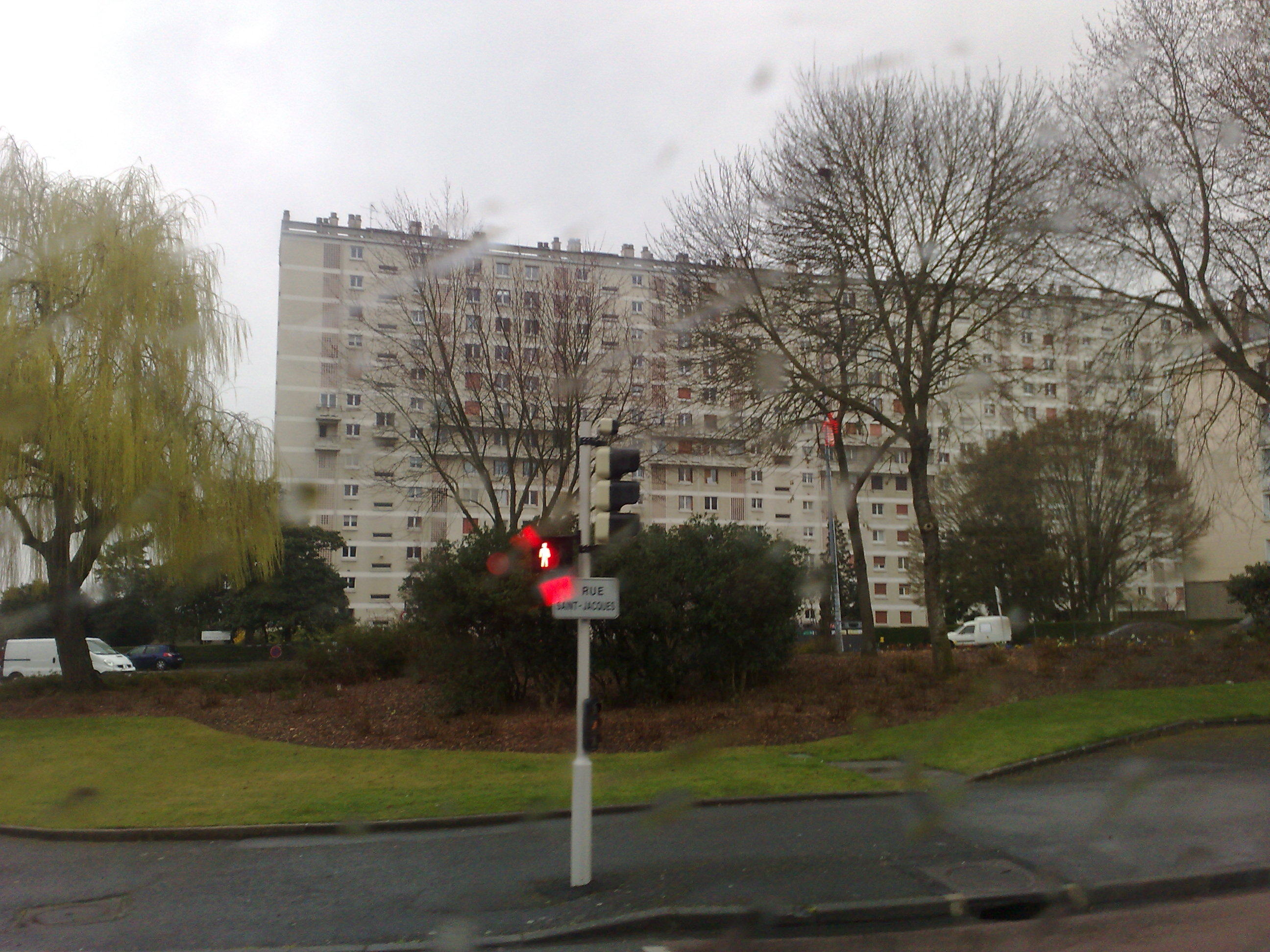
Grands ensembles à Belle-beille, secteur Montesquieu (entrée est du quartier).

Les barres HLM caractéristiques du  Vieux Belle-Beille, construits en 1958 en lisière du quartier, font partie des premiers ensembles français de logements sociaux, labellisé « Patrimoine du XXe siècle ».
Dans les années 1950 et 1970, le quartier a été le lieu d'opérations d'urbanisme des grands ensembles le long de l'avenue Patton, sur l'avenue Notre-Dame-du-Lac et au sud du campus :
- Les tours Hammon, détruites en 2004.
- L'ensemble Notre Dame du Lac avec une tour de 42 mètres.
- Les tours Gaubert, ensemble de cinq tours de 13 étages strictement semblable aux tours Dumont D'Urville de la Roseraie.
- La résidence Pierre Blandin Quémard et sa tour de 50 mètres.
- La Tour Viollet du nom de son architecte, présence du style corbuséen dans le quartier.

Classé quartier prioritaire, le quartier fait partie des projets de rénovation urbaine de l'ANRU menés par la mairie d'Angers visant à améliorer l'habitat des quartiers défavorisés en réhabilitant certaines tours et en prônant la mixité sociale.

## Enseignement supérieur

L’ESSCA, sur le campus de Belle-Beille.

Belle-Beille abrite le plus gros des trois campus d’Angers. Il regroupe plus de 15 000 étudiants[réf. nécessaire], plusieurs UFRs et grandes écoles:
- l’UFR Lettres, langues et Sciences Humaines;
- l’UFR des Sciences (toutes sauf Pharmacie et Médecine);
- Institut agro Rennes-Angers (anciennement INHP Institut National de l'Horticulture et du Paysage)
- l’Institut Universitaire Technologique (IUT);
- Polytech Angers (Institut Supérieur des Techniques de l’Ingénieur);
- l'ISTOM : Ecole Supérieure d'Agro-Développement International;
- l’ESSCA, (École supérieure des sciences commerciales d’Angers);
- l’ESPL, (École Supérieure des Pays de la Loire);
- deux écoles spécialisées dans le domaine social;
- le SUAPS (service universitaire des activités physiques et sportives);
- la Chambre des Métiers;
- L'AFORBAT;
- L'I2SC-CEFOC (Institut Supérieur du Sacré-Cœur et son centre de formation);

Sur le campus se trouve également la bibliothèque universitaire de Belle-Beille (une autre se trouvant dans le quartier Saint Serge), un Restaurant Universitaire, un gymnase, la Maison des Étudiants, le Service Universitaire de Médecine Préventive et Promotion de la Santé (SUMPPS) de l'université d'Angers et plusieurs résidences universitaires dans et autour du campus.

## Technopole
La technopole d'Angers nommée Angers Technopole est un parc scientifique spécialisé dans les biotechnologies végétales. La Maison de la Technopole est l'adresse du pôle de compétitivité Végépolys à vocation mondiale.

## Commerces
Plusieurs commerces se trouvent le long de l'avenue Patton, principale artère du quartier. À proximité du campus, le centre commercial Beaussier regroupe une galerie marchande autour d'un supermarché de proximité.
À l'extrémité ouest se trouvent quelques moyennes surfaces spécialisées en limite d'Angers et de Beaucouzé.

## Services publics
La majorité des services publics de la ville se trouve regroupée dans le centre Jacques Tati:
- une mairie de quartier
- une bibliothèque municipale
- un centre social de la CAF
- une antenne sociale de la DDASS
- une maison des associations qui a notamment créée un restaurant social nommé Resto-troc
- une ludothèque municipale
- deux crèches : une crèche familiale et une crèche collective municipale.

Se trouvent également la délégation régionale du Centre national de la fonction publique territoriale ainsi que l'École nationale d'application des cadres territoriaux. C'est aussi à Belle-Beille que se trouve le siège de la Gendarmerie d'Angers.

## Emploi
Belle-Beille est l'une des 41 zones franches en France. Principalement occupé par les ouvriers et des employés, le quartier a longtemps eu comme principal employeur Bull, occupé par la suite par la société NEC remplacée par Acer (qui a racheté Packard Bell).
En 2009, on totalisait 428 entreprises présentes dans le quartier et 427 embauches ont été recensées. Mais les jeunes du quartiers dénoncent le fait que peu d'entre eux y soient recrutés.
La société ACT a installé ses usines rue du Nid-de-Pie. Depuis la rénovation du quartier, un centre d'appels s'est également installé au pied de la tour Pierre Blandin Quémard.

## Transports urbains
Le quartier est desservi par 4 lignes de bus dont une express faisant la navette entre la gare d'Angers Saint-Laud et le campus.
Les lignes B et C du tramway d'Angers passent par Belle-Beille. La première relie ce quartier au centre-ville, avant de rejoindre Monplaisir. La seconde passe elle aussi par le centre-ville mais rejoins les voies de la ligne A pour terminé à La Roseraie.